# Martin Stier (Jurist)

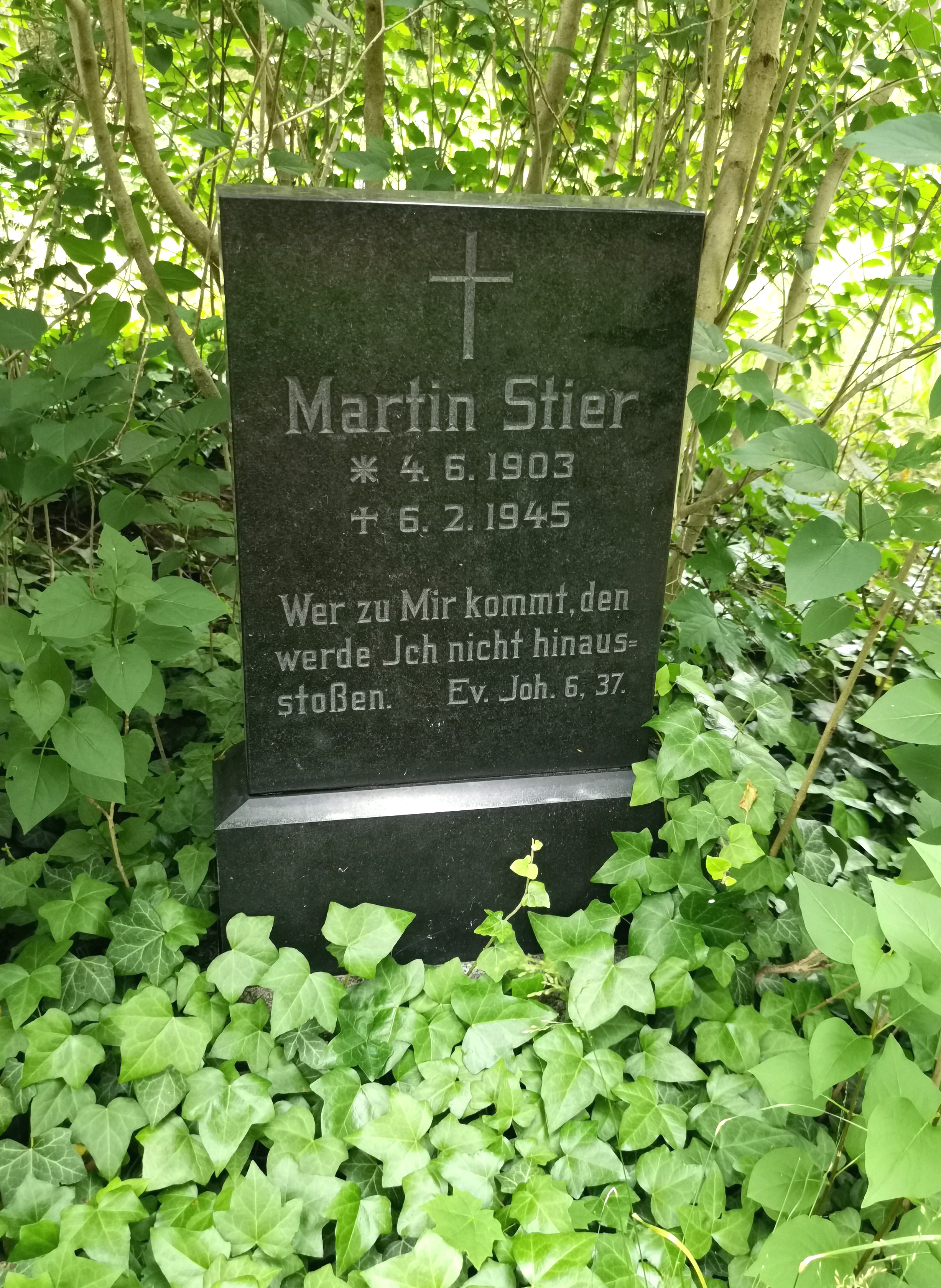
Grab auf dem Luisenstädtischen Friedhof in Berlin-Kreuzberg

Martin Stier (* 3. Juni 1903 in Gemünden; † 6. Februar 1945 in Berlin) war ein deutscher Jurist. Er war als Richter beim Volksgerichtshof während des Zweiten Weltkrieges an zahlreichen Todesurteilen beteiligt.

## Leben
Martin Stier war der Sohn des Pastors Lic. Johannes Stier und seiner Frau Margarete, geb. Brachmann. Sein Vater war ab 1914 Pastor an der Evangelisch-Lutherischen Kirche Berlin.
Stier trat am 1. Juni 1932 der NSDAP bei (Mitglieds-Nr. 1.202.415). Seit dem 26. August 1942 gehörte er als Hilfsrichter im Rang eines Landgerichtsdirektors dem Berliner Volksgerichtshof an. Er war – zum Teil als Vorsitzender, zum Teil als Beisitzer – an der Verhängung zahlreicher Todesurteile der NS-Kriegsjustiz beteiligt, so am 27. November 1942 gegen den Schriftsteller Helmuth Klotz, am 22. Februar 1943 gegen die Mitglieder der Weißen Rose Hans Scholl, Sophie Scholl und Christoph Probst, am 19. April 1943 gegen die Protagonisten der Widerstandsgruppe Weiße Rose Alexander Schmorell, Kurt Huber und Willi Graf (Beisitzer), am 3. September 1943 gegen den Pianisten Karlrobert Kreiten, am 17. April 1944 gegen Alexander Westermayer, am 17. April 1944 gegen den Rentner Karl Pohle (Vorsitzender), am 5. September 1944 gegen Bästlein, Jacob und Saefkow (Vorsitzender), am 7. September 1944 gegen Willi Jungmittag und Otto Marquardt (Rote Kapelle) (Vorsitzender), am 13. September 1944 gegen Nikolaus Graf von Üxküll-Gyllenband, Heinrich Graf zu Dohna-Schlobitten, Michael Graf von Matuschka und Hermann Wehrle (Beisitzer), am 4. Oktober 1944 gegen Ferdinand Thomas (Vorsitzender), am 6. November 1944 gegen die Diakonissin Ehrengard Frank-Schultz, am 27. November 1944 gegen Erich Gloeden, Elisabeth Charlotte Gloeden und Elisabeth Kuznitzky (Beisitzer) sowie am 2. Februar 1945 gegen Hans Schulz.
Stier verunglückte im Februar 1945 tödlich bei Löscharbeiten an der Kirche seines Vaters nach einem alliierten Fliegerangriff auf Berlin.